# جميل ماريج
حسين جميل ماريج (بالتركية: Cemil Meriç)‏ (12 ديسمبر 1916 من سكان الريحانية (إسكندرون) ميلاديا 13 يونيو 1987 أسطنبول), كاتب تركي. مترجم ومفكر.
رجل فكر عمل بحث في العديد من مجالات العلوم الاجتماعية خاصة اللغة والتاريخ والأدب والفلسفة وبما في ذلك علم الاجتماع وكتب العديد من المقالات. قبلت آثاره الاثنا عشر التي ألفها مع الترجمة وأخذت مكانا مهما في الأدب التركي. والد مدرس علم الاجتماع «أوميت ماريج».

## حياته

### طفولته وسنوات تعليمه
جاء إلي الدنيا في مدينه الريحانية عام 1916. كان طفلا لعائلته التي هاجرت من ذيذيموتيخو أثناء حروب البلقان. والده محمود نيازي باشا كان يعمل قاضيا في ذيذيموتيخو ووالدته زينب زينات هانم. عمل والده كمدير بنك زراعي ورئيس محكمه في أنطاقيا. عاد جميل ماريج الذي عاش في أنطاقيا حتي سن السابعة إلى مدينة الريحانية مع عائلته بعد بعد انتهاء والده من مأموريته. بعد أن أنهى مرحلة الابتدائية في مدرسة الرشدية في الريحانية عاد مجددا إلى أنطاكية. درس في السلطانية التي تكون في الإدارة الفرنسية في أنطاكية بسبب تطبيق نظام التعليم الفرنسي في مدينة أنطاكية. وأثناء وجوده في هذه المدرسة ثبت أنه لديه قصر نظر بنسبة سته درجات من العيون. نشرت مقالته التي كانت بدايه كتاباته في مجلة محلية تسمى «يوم جديد» تحت اسم «محاسبة متأخرة». وبينما كان في الصف الثاني عشر اِضطر إلى ترك المدرسة قبل أن يحصل على الشهادة الثانوية بسبب ورقة نشرها ينتقد فيها بعض المدرسين بسبب موقف وطني. وليكمل تعليمه الثانوي ذهب إلى مدرسة برتافينال الثانوية التي توجد في إسطنبول. وفي هذه الأثناء تعرف علي نظيم حكمت وكريم السعدي مع بعض المثقفين المناضلين في هذه الفترة.
عاد إلى الإسكندرونة بسبب فقدان وسائل المعيشة وصعوبتها وذلك عام 1937. وبعد أن عمل معلما للمرحلة الابتدائية لمدة تسعة شهور في قريه هيماساكي أصبح في نفس العام نائبا لرئيس مكتب ترجمة بوروسه في إسكندرونه. عمل في مهن مؤقتة مثل مهنه التدريس للمرحلة الابتدائية في قريه ايرانجي الغربية وذلك عام 1938 وعمل كسكرتير في المؤسسة الجوية التركيو وعمل أيضا ككاتب في البلدية. تم إلقاء القبض عليه واعتقاله بدعوه إسقاط نظام حكومة هاتاي في شهر إبريل عام 1939 وتم إحضاره إلي أنقره وإدين لطلب الإعدام وبعد شهرين حصل على برائته.
وفي عام 1940تم قبوله مثابه منحة للدراسة في جامعه إسطنبول للتعليم العالي للغات الأجنبية وتعلم لمده عامين في هذه المؤسسة. واعتبارا من عام 1941 بدأ في نشر مقالاته في مجلات «الإنسان _يوجل_ اليوم_ قائمه المصادر والمراجع الشهرية».

### التعليم في مدرسة إلازيغ الثانوية
عين جميل ماريج مدرسا للّغة الفرنسية في مدرسه إلازيغ الثانويه وذلك عام 1942. وقبل أن يذهب إلى المدرسة بقليل تعرف علي الأستاذة فوزية بنت منتش وتزوج منها. جميل ماريج الذي أعفي من العسكريه بسبب قصر النظر الموجود في كلتا عينيه نشر أول كتاب مترجم لروايه بلزاج تحت عنوان «الفتاه ذو الأعين الذهبيه» عام 1943.

### الدراسة في جامعه إسطنبول
لم تستقيل زوجته المدرسة من وظيفتها في مدرسه الأزيج وفقد كلاهما طفلين في هذه المدينة لكن بعد اتفاقهما علي وضع مولودهما الجديد في إسطنبول أستقالا من وظيفه التدريس في مدرسه الأزيج عام 1945 وذهبا إلي إسطنبول. ولد إبنه محمود علي في عام 1945 وبعد إبنه بعام ولدت إبنته اوميت.إن جميل ماريج الذي بدأ وظيفته كمدرس للغه الفرنسيه في جامعه إسطنبول عام 1946 ظل في هذه المهنة حتي وصل سن التقاعد منها عام 1974. وفي هذه الأثناء ظل ينشر مقالاته لمده عام في جريده العصر العشرين 1974. ترجم روايه فيكتور هوجو المسماة «هيرماني» كمنظومه عام 1948 وأعطي دروس اللغة الفرنسيه في مدرسه الضوء الثانويه عام (1952 _ 1954).

### فقدان بصره بالكامل
في إحدي شهور صيف عام 1954 فقد بصره بالكامل نتيجه لحادث وبعد عده عمليات كلها غير ناجحه ذهب بمفرده إلي مدينه مارسيليا بالباخرة وذهب منها إلي باريس. وعاد إلي وطنه بعد مده تداوي وصلت إلي سته أشهر بدون نتيجه ناجحه. وبسبب فقدانه لبصره تماما دخل في أزمه لفتره ولكنه عاد من جديد وبدأفي القراءة والكتابة بمساعده من حوله.

### فتره كتابه وافره
وبعد فقدان الكاتب لبصره تماما بدأ الكاتب في سنواته الأكثر نتاجا في حياته الأدبيه. حول المواضيع الفرنسيه والإنجليزيه التي علمها إلي الأشخاص الذين كانوا كانوا في محيط بلدته إلي قاموس ووصي علي كتابتها لمساعدتهم. جهز قواعد للغه الفرنسيه لم تنشر قبله. واستمر في كتابه مقالاته بشكل دقيق. واعتبارا من عام 1963 أعطي دروس الاجتماع والثقافة والتاريخ في قسم علم الاجتماع بكليه الأداب واستمرفي إعطاء هذه الدروس حتي فتره تقاعده. وبدأ في كتابه يومياته للفتره التي قضاها لمده عشرون عاما وذلك عام 1963. نشر كتابه الأول «الأدب الهندي» عام 1964. إن جميل ماريج الذي بدأ طريقه بفكره كتابه الأدب العالمي بدأ عمله بالأدب الإيراني ولكنه إنتقل بعد ذلك إلي الأدب الهندي. إن أثره الذي خرج كهدف لهدم الأحكام المسبقه ضد الحضارة الشرقيه ونتيجه لعمله لمده أربع سنوات نشر أكثر من مرتين تحت عنوان «علي عتبه في دنيا». وكان يهدف بعد الأدب الهندي إلي إيضاح أفكاره الغربية من جانب مهم. ومع هذه الأفكار كتب عن سان سيمون مؤسس علم الاجتماع والذي وضع الأسس الاشتراكية ولكنه وجد صعوبه في إيجاد دار لنشره. ونشر هذا الأثر من طرف الحياه للنشر عام 1967.
وبين الأعوام (1965_1973) نشر كتابات وترجمات في مختلف المجلات. كتب مع محاولات مستمره في جريده الحصار تحت عنوان «من البرج العاجي». أصبح متقاعدا من تدريس اللغة الفرنسيه في جامعه إسطنبول ودخل إلي كتابه كتبه ومقالاته بعد سنوات كثيره من التراكم. وفي هذا العام أخذ جائزة من وقف المؤسسة الوطنية الثقافيه في فرع الفكر. «جئت لكتابه هذا الكتاب الذي يأتي إلي هكذا لملاقاه محاولين الحياه» وقبل هذا الكتاب المسمي «هذه البلد» نشر عام 1976.
يتكون الكتاب من الأقوال المأثوره التي تدور حول العديد من القضايا الفكريه والثقافيه والأدبيه. وفي نفس العام نشر أثره المسمي «من العمران إلي الحضارة» الذي كان عباره عن مناقشه في مفهوم الحضارة.
إن جميل ماريج الذي أعطي العديد من المؤتمرات في جمعيه تحت القبة في الأعوام بين (1978_1984 حصل علي جائزة المؤسسة الثقافية الوطنية في تركيا عام 1980 أيضا بفضل أثره المسمي «الأربعين مخزن» الذي يحمل أوصاف الأدب التاريخي وأفكار التاريخ.
وفي عام 1981 أيضا إنتخب من قبل جمعيه المؤلفين في أنقره ليكون «كاتب العام». وفي عام 1981 أيضا قام بتجميع نصف منشوراته ونصف مؤلفاته في حكايه الكارثة المحاسبيه الجديده في التاريخ الحديث.

### أعوامه الأخيره ووفاته
عاني جميل ماريج من نزيف في الدماغ في شهر أغسطس من نفس العام الذي فقد فيه زوجته فوزيه هانم وصيب بشلل نصي وذلك عام 1983. كانت آخر اثاره التي نشره في صحته هي «يأتي الضوء من الشرق» عام 1984 وعرفان الثقافة وذلك عام 1985. فقد حياته في 13 يونيه عام 1987. ودفن جثمانه في مقبره «كاراجا أحمد». وفي عام 2004، افتتحت بلدية أوسكودار مركز ثقافي في عام 2012، وسميت المكتبة التي تكون في محافظه هاتاي بإسمه. وقد تم تحويل منزله الذي ولد فيه في منطقه ريحاني هاتاي إلي متحف.

## أعماله الرئيسيه

### أعماله الدقيقة
- الأدب الهندي (1964).
- سان سايمون أول عالم في علم الاجتماع وأول اشتراكي (1967).
- علي حافه دنيا 1976.
- يأتي الضوء من الشرق (1984).
- من الثقافة إلي التقاليد (1985)

### تجربه
- الذين كانو في الكهف (1978).
- هذه البلد (1974_1985).
- من العمران الي الحضارة 1974.

### الأعمال اليومية
- الجريده الأولي (1992).
- الجريده الثانية (1994).

### كتب أخرى
- الأربعين مستودع 1980.
- قصه مأساه (1981).
- ملاحظات علم الاجتماع والمؤتمرات 1993.

## جوائزه
- 1974 (جائزة مؤسسة تركيا الوطنية للثقافة).
- 1983 (جائزة مؤسسة تركيا الوطنية للثقافة وجائزة «كاتب العام» من جمعيه وحده كتاب وأدباء أنقره).
- 1981 (جائزة «مفكر العام» لاثاره من وحده كتاب تركيا).

## الروابط الخارجيه
- مراد يلماز، جميل ماريج، منشورات هاتاي الحاكم، 2014.
- حياه جميل ماريج.
- مقابلات مع جميل ماريج.